# 叶永合
叶永合（1977年10月17日—1999年9月24日），印度尼西亚活动家，在史芒义第二事件中被枪杀。叶永合生前是印度尼西亚大学工程学院1996届电气工程专业的学生。